# Reninus meticulosus
Reninus meticulosus är en skalbaggsart som först beskrevs av Lewis 1885.  Reninus meticulosus ingår i släktet Reninus och familjen stumpbaggar. Inga underarter finns listade i Catalogue of Life.